# Ксиропотамски мост (първи)
Ксиропотамският мост (на гръцки: Γεφύρι Στην Ιερά Μονή Ξηροποτάμους) е каменен мост в Света гора, Гърция.
Мостът е разположен по пътя от манастира Ксиропотам към манастира „Свети Пантелеймон“. Има една дъга. Забележително блоковете на парапета му са хванати с железни скоби един към друг, а не към основното тяло на моста.